# Hylaeus pictulus
Hylaeus pictulus är en biart som beskrevs av Michener 1965. Hylaeus pictulus ingår i släktet citronbin, och familjen korttungebin. Inga underarter finns listade i Catalogue of Life.